# براندون غرين
براندون غرين (بالإنجليزية: Brandon Green)‏ هو لاعب كرة قدم أمريكية أمريكي، ولد في 5 سبتمبر 1980.

## وصلات خارجية
- براندون غرين على موقع مرجع كرة القدم المحترفة.كوم (الإنجليزية)